# سیارک ۶۰۱

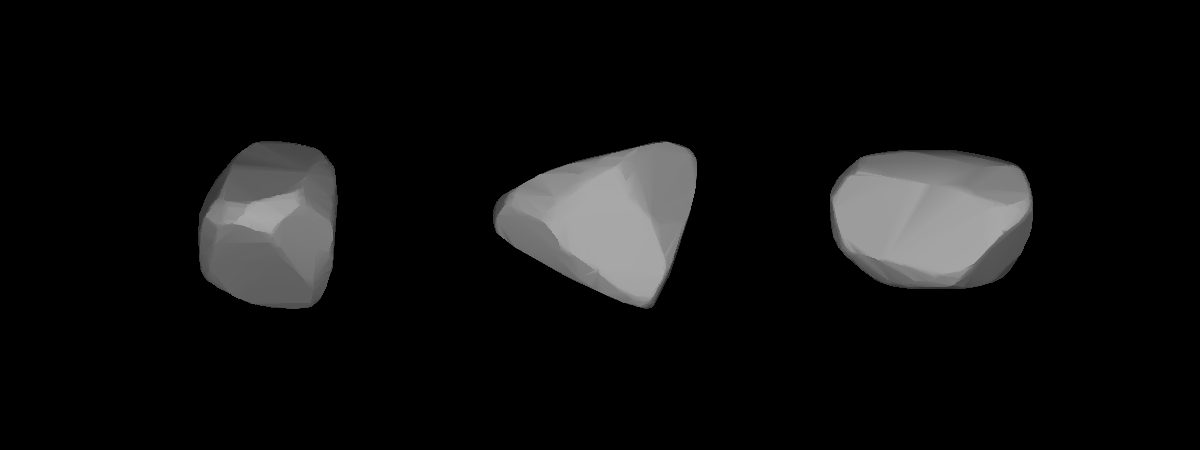
مدل سه‌بُعدی سیارک ۶۰۱ بر طبق منحنی نور آن

سیارک ۶۰۱ (به انگلیسی: 601 Nerthus، نامگذاری:1906UN) ششصد و یکمین سیارک کشف شده‌است که در ۲۱ ژوئن ۱۹۰۶ و در هایدلبرگ کشف شد.
قدر مطلق سیارک برابر ۹٫۶۵ است.